# Bronsrodgersia
Bronsrodgersia (Rodgersia podophylla) är en stenbräckeväxtart som beskrevs av Asa Gray. Enligt Catalogue of Life ingår Bronsrodgersia i släktet rodgersior och familjen stenbräckeväxter, men enligt Dyntaxa är tillhörigheten istället släktet rodgersior och familjen stenbräckeväxter. Arten förekommer tillfälligt i Sverige, men reproducerar sig inte. Inga underarter finns listade i Catalogue of Life.

## Bildgalleri

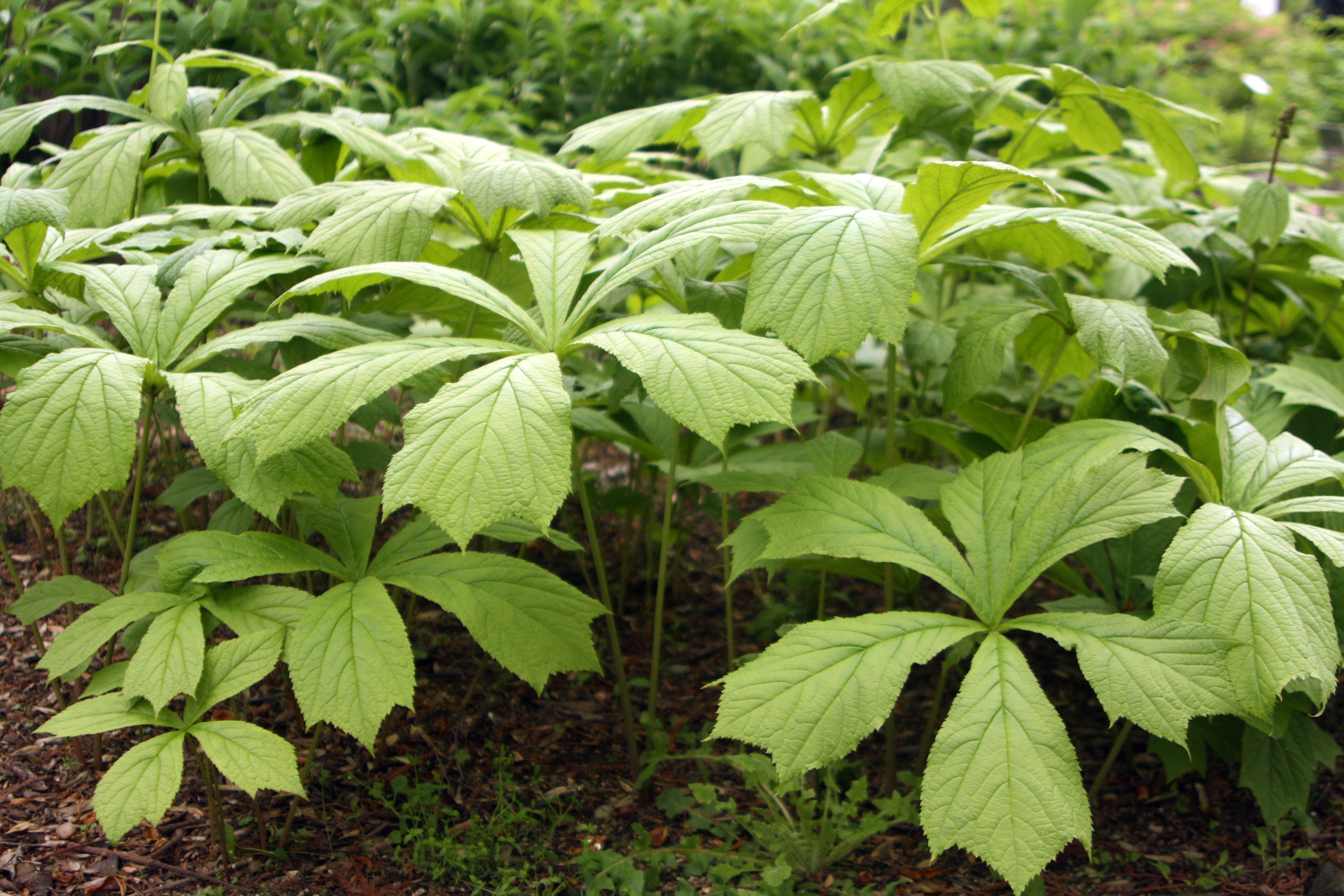
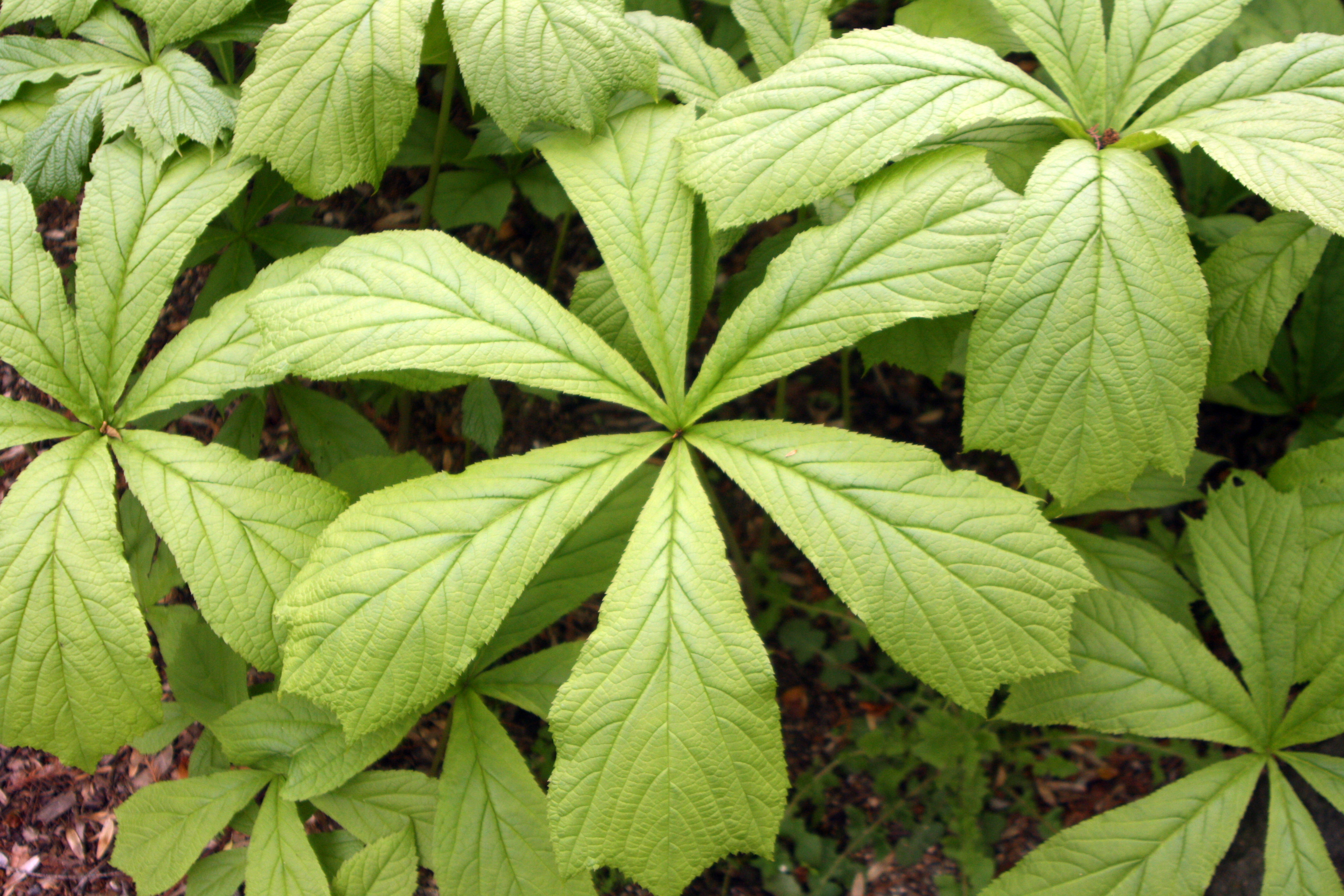
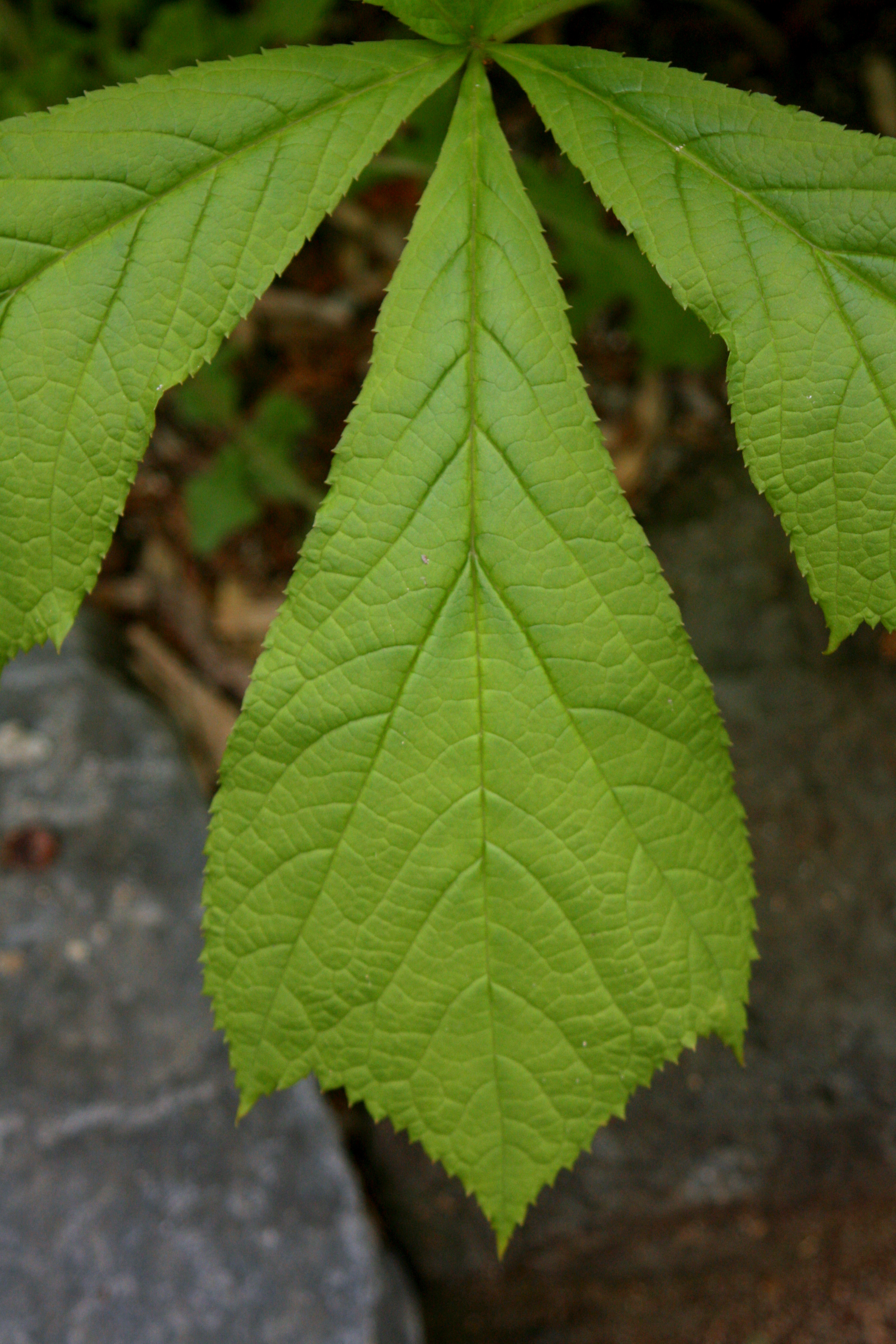
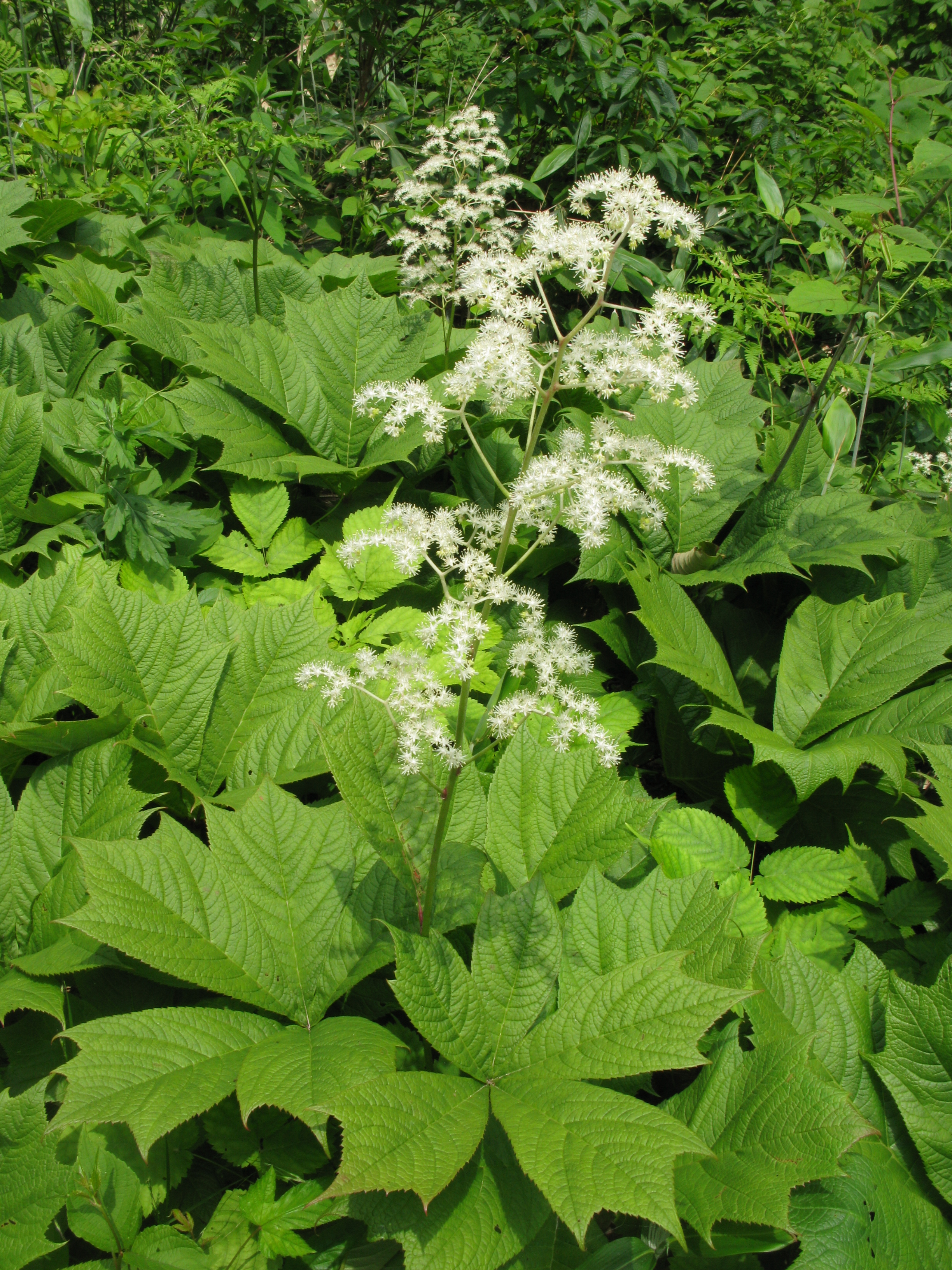
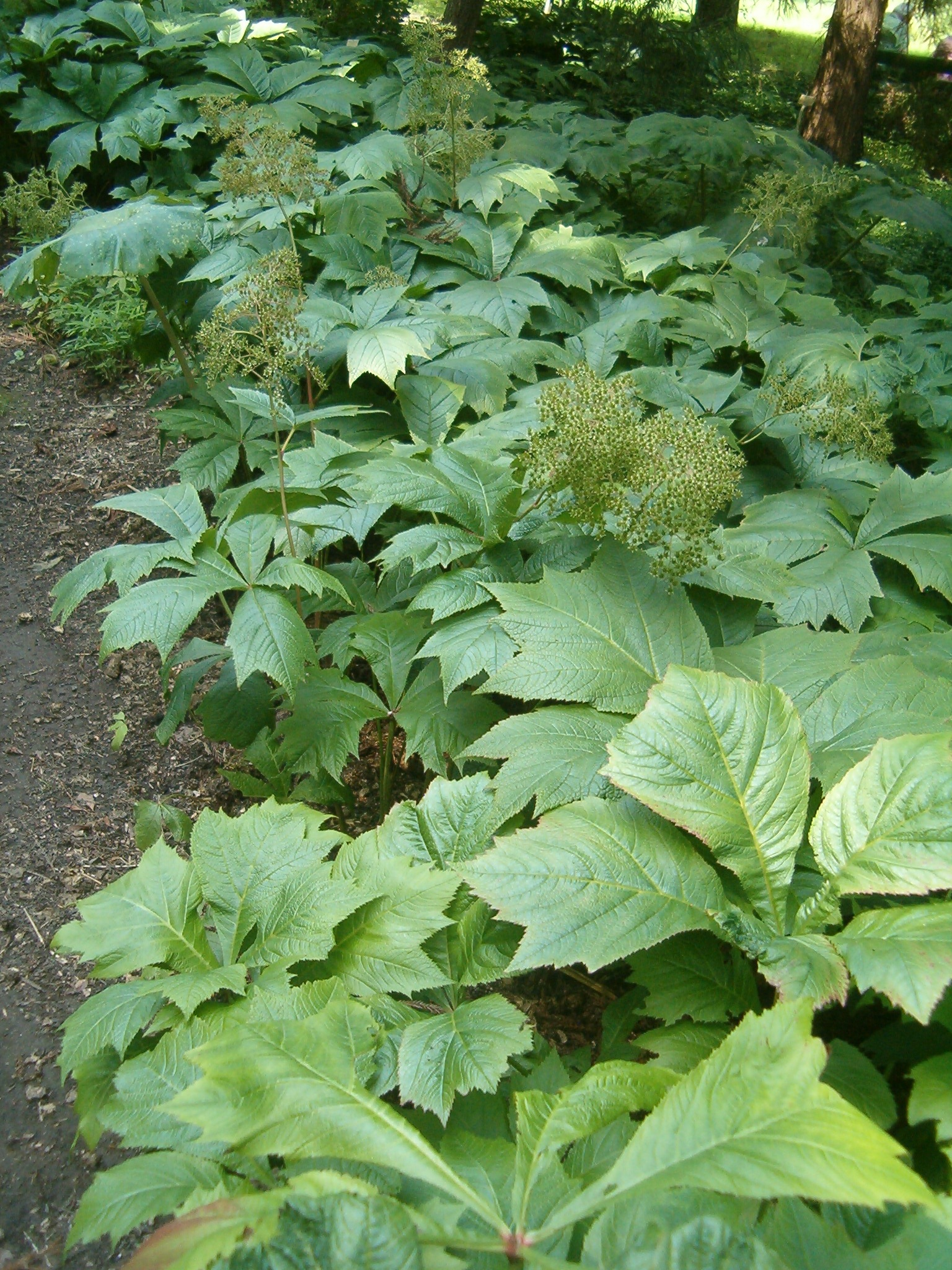
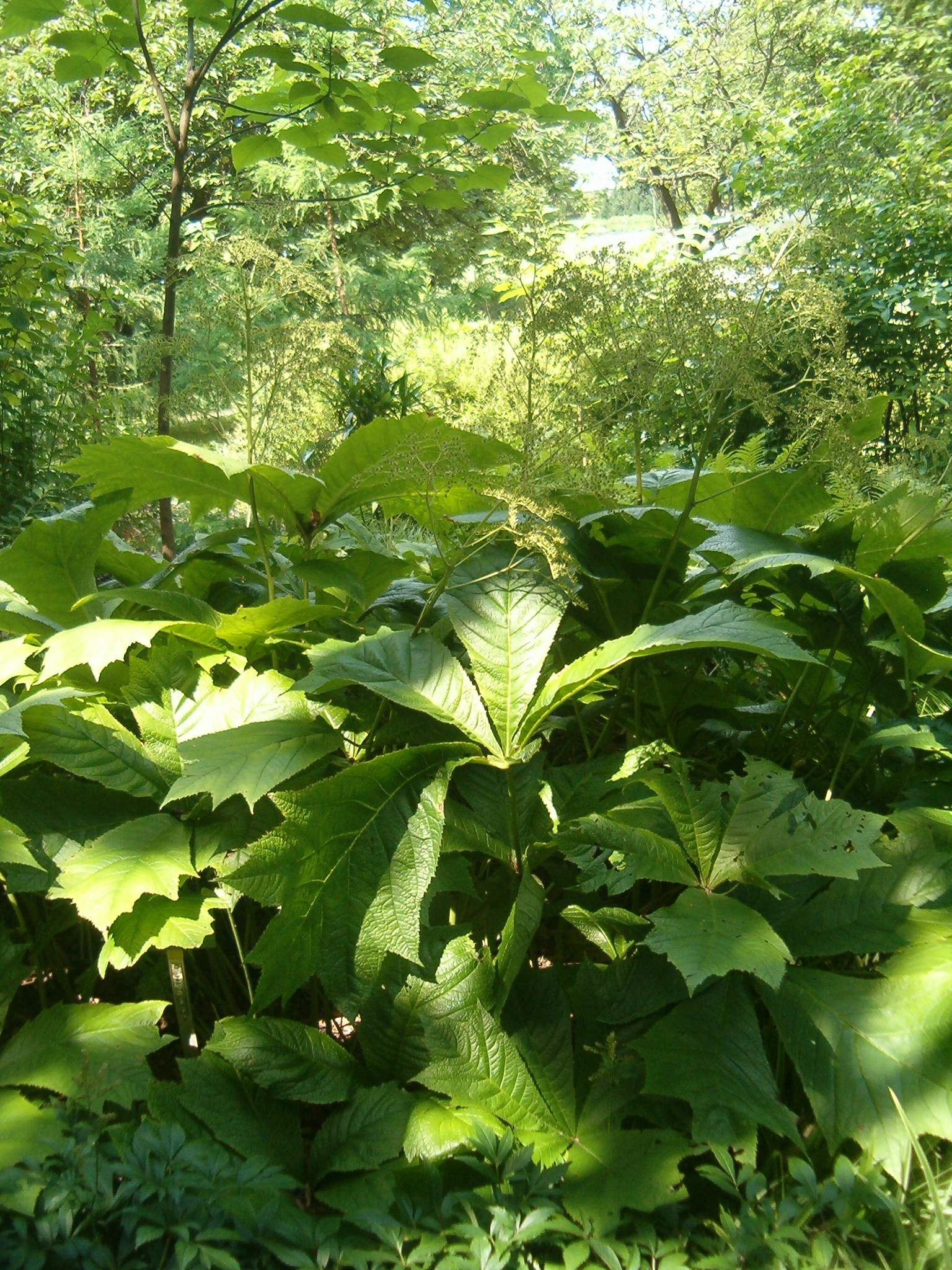